# Ngami
Ngami (anglicky Lake Ngami) je jezero v deltě řeky Okavango v Botswaně. Nachází se v suché oblasti severně od pouště Kalahari. Je 60 km dlouhé a 6 až 16 km široké. Leží v nadmořské výšce přibližně 900 m.

## Pobřeží
Velká část bývalého jezera je pokryta trávou a keři.

## Vodní režim
V současné době je voda v jezeře pouze po krátký čas v roce a pouze poblíž ústí řeky Nchabe.

## Fauna a flóra
Oblast je důležitým životním prostředím pro ptáky i savce.

## Historie
Bylo objeveno roku 1849 Davidem Livingstonem a tehdy to bylo jezero s mírně slanou vodou. Ve 20. letech 20. století do něj začaly řeky dodávat čím dál méně vody a jezero začalo vysychat.